# Pogonostoma (Mitopogon)
Pogonostoma (Mitopogon) – podrodzaj chrząszczy z rodziny biegaczowatych, podrodziny trzyszczowatych i rodzaju Pogonostoma.

## Taksonomia
Podrodzaj wprowadzony został w 1970 przez E. Rivaliera, a jego gatunkiem typowym ustanowiony gatunek Pogonostoma ovicolle.

## Występowanie
Wszystkie należące tu gatunki są endemitami Madagaskaru.

## Systematyka
Opisano dotychczas 2 gatunki z tego podrodzaju:
- Pogonostoma (Mitopogon) ovicolle W.Horn, 1893
- Pogonostoma (Mitopogon) ranomafanense J.Moravec, 2007